# 梅丽特克塞尔·马斯
梅丽特克塞尔·马斯·普哈达斯（西班牙語：Meritxell Mas Pujadas，1994年12月25日—），西班牙女子花样游泳运动员，2013年世界游泳锦标赛集体技术自选、集体自由自选和自由组合银牌得主、2019年世界游泳锦标赛焦点自选铜牌得主、2022年世界游泳锦标赛焦点自选铜牌得主、2023年世界游泳锦标赛集体技术自选金牌得主。